# EuroSpin
Eurospin ist ein italienischer Lebensmitteldiscounter mit Filialen in Italien, Kroatien, Malta und Slowenien.
Eurospin wurde 1993 von mehreren Partnern gegründet und ist heute der größte Harddiscounter in Italien.

## Geschichte

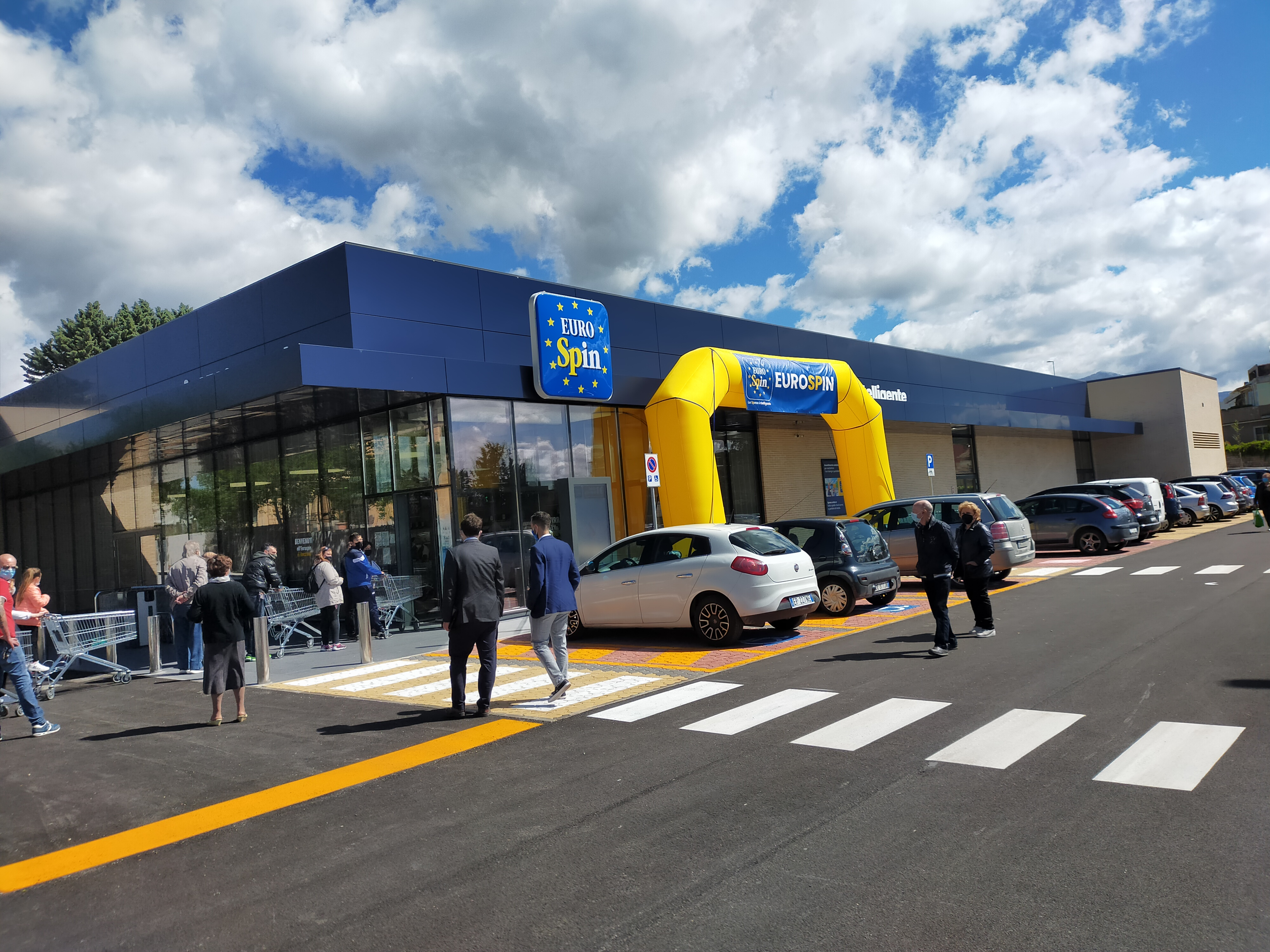
Eurospin-Filiale in Avezzano, Italien

Im Jahr 1994 wurde die erste Filiale im Gebiet von Eurospin Tirrenica eröffnete, ein Jahr später folgte die erste Filiale im Gebiet von Eurospin Lazio. Eurospin Puglia eröffnete seine erste Filiale im Jahr 1997, ehe zwei Jahre später die erste Gastronomieabteilung in einer Eurospin-Filiale errichtet wurde. Mit Eurospin Sicilia eröffnete 2001 die fünfte der Betriebsgesellschaften die erste Filiale. 2004 konnte man ins Ausland expandieren. In Slowenien eröffnete man dabei die erste Filiale. Sowohl der neue Hauptsitz von Eurospin Italia in San Martino Buon Albergo als auch das erste automatisierte Lager konnten 2008 eröffnete werden. Um das Sortiment erweitern zu können, entwickelte man eine Premiummarke namens Le Nostre Stelle (deutsch: Unsere Sterne), die 2012 eingeführt wurde. 2013 wurden erstmals auch Backwaren in SB-Bäckereien in den Märkten angeboten, ein Jahr später konnte mit der Filiale in Biella der 1000. Standort eröffnen werden. Ab 2018 wurden die Märkte umgebaut und modernisiert. Mit dem Start des Online-Shops 2019 konnten erstmals auch Non-Food-Produkte online gekauft werden, 2021 erfolgte die Erweiterung um Lebensmittel. 2020 konnte man mit Kroatien ein weiteres Land erschließen und die Expansion auch außerhalb Italiens weiter fortsetzen. Im gleichen Jahr befanden sich 1.137 Märkte in Italien, 51 in Slowenien und sieben in Kroatien. Bis Anfang 2024 konnte die Anzahl der Märkte in Slowenien auf rund 60 und in Kroatien auf 24 gesteigert werden. Im März des gleichen Jahres konnte man die erste maltesische Filialen eröffnen.

## Struktur

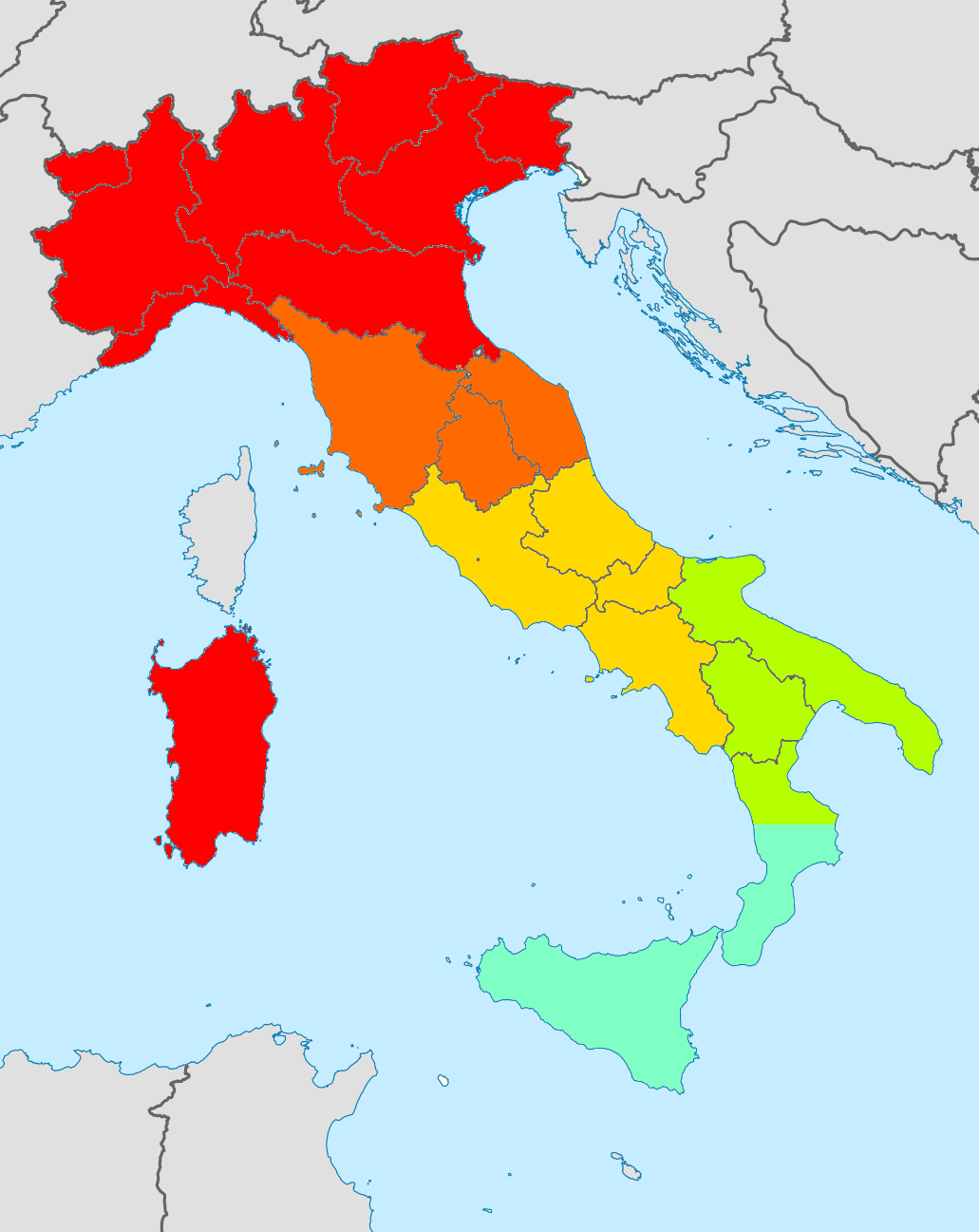
Die Regionen Italiens, farblich nach den Gesellschaften unterteilt: Spesa Intelligente (rot), Eurospin Tirrenica (orange), Eurospin Lazio (dunkelgelb), Eurospin Puglia (gelb), Eurospin Sicilia (grün-cyan)

Die Gruppe wird von der Aktiengesellschaft Eurospin Italia S.p.A. mit Sitz in San Martino Buon Albergo in der Provinz Verona geführt. Diese fungiert als Managementholding, zuständig für den Wareneinkauf sowie unterstützende Dienstleistungen, darunter Marketing, Qualitätssicherung, Logistik, Abrechnung, Datenverarbeitung, Controlling, Planung, Unternehmensentwicklung und mehr. Die Gruppe gliedert sich in fünf eigenständige Betriebsgesellschaften, die von Eurospin Italia S.p.A. kontrolliert werden und die in verschiedenen Regionen nach außen die Marke Eurospin verwenden:
- Spesa Intelligente
- Eurospin Tirrenica
- Eurospin Lazio
- Eurospin Puglia
- Eurospin Sicilia

Darüber hinaus bestehen zwei Auslandsgesellschaften:
- Eurospin Croazia für Kroatien
  - Tochtergesellschaften: Eurospin Malta Real Estate und Eurospin Malta für Malta[3]
- Eurospin Eko für Slowenien

## Sortiment
Mit einem Sortiment von etwa 1.500 Artikeln ist Eurospin vergleichbar mit anderen Discountern wie Hofer, Lidl, Netto Marken-Discount, Penny, Norma oder Denner. Neben Lebensmitteln gehören diverse Nonfood-Produkte zum Sortiment, z. B. aus den Bereichen Textil, Haushaltswaren und Heimwerken. Es werden hauptsächlich eigene Handelsmarken geführt, aber auch ausgewählte Herstellermarken. In einigen neueren Verkaufsstellen gibt es Abteilungen für Frischfleisch und -fisch, Frischbackwaren sowie Gastronomie. Seit 2009 werden unter der Marke Eurospin Viaggi in Kooperation mit dem Veranstalter Igna's Tour aus Neumarkt in Südtirol online buchbare Reisen angeboten. In Zusammenarbeit mit dem Unternehmen Digitalpix s.r.l. in Sondrio werden online unter der Marke Eurospin Foto Dienstleistungen rund ums Fotografieren angeboten, wie Papierabzüge, Poster, Kalender und Fotobücher.